# Andrey Mokeev
Pas d'image ? Cliquez ici
Andrey Viktorovich Mokeev, né le 12 décembre 1972 à Naberejnye Tchelny, est un copilote de rallyes russe, spécialiste de rallyes-raids en camions. Il remporte le rallye Dakar en catégorie camion avec comme pilote Firdaus Kabirov (2005 et 2009) et avec Andrey Karginov en 2014 et en 2020.

## Biographie
Il a été exclu du Rallye Dakar 2019 avec Andrey Karginov pour avoir percuté un spectateur et ne pas s'être arrêtés afin de lui porter secours. Le pilote et le copilote russes, qui avaient remportés le rallye en 2014 avec leur camion, étaient alors sur le podium provisoire du classement général de leur catégorie avant cette exclusion motivée par la non assistance d'une personne en danger.

## Palmarès

### Résultats au Paris-Dakar
| Année | Catégorie | Constructeur | Position | Victoires d'étape | Pilote             |
| ----- | --------- | ------------ | -------- | ----------------- | ------------------ |
| 2005  | Camion    | Kamaz        | 1er      | 2                 | Firdaus Kabirov    |
| 2006  | Camion    | Kamaz        | 3e       | 2                 | Firdaus Kabirov    |
| 2007  | Camion    | Kamaz        | 7e       | -                 | Sergey Reshetnikov |
| 2009  | Camion    | Kamaz        | 1er      | 4                 | Firdaus Kabirov    |
| 2010  | Camion    | Kamaz        | 2e       | 4                 | Firdaus Kabirov    |
| 2011  | Camion    | Kamaz        | 2e       | 4                 | Firdaus Kabirov    |
| 2012  | Camion    | Kamaz        | 4e       | 2                 | Andrey Karginov    |
| 2013  | Camion    | Kamaz        | 3e       | 3                 | Andrey Karginov    |
| 2014  | Camion    | Kamaz        | 1er      | 4                 | Andrey Karginov    |
| 2015  | Camion    | Kamaz        | 3e       | -                 | Andrey Karginov    |
| 2016  | Camion    | Kamaz        | 14e      | -                 | Andrey Karginov    |
| 2019  | Camion    | Kamaz        | Ex.      | 2                 | Andrey Karginov    |
| 2020  | Camion    | Kamaz        | 1er      | 7                 | Andrey Karginov    |
| 2021  | Camion    | Kamaz        | 7e       | -                 | Andrey Karginov    |
| 2022  | Camion    | Kamaz        | 4e       | 3                 | Andrey Karginov    |

### Autres courses
- Africa Eco Race 2017 : vainqueur en tant que copilote d'Andrey Karginov
- Rallye de la Route de la Soie 2009 : Vainqueur en tant que copilote de Firdaus Kabirov
- Rallye de la Route de la Soie 2018 : vainqueur en tant que copilote d'Andrey Karginov